# Olszanka (powiat augustowski)
Olszanka – wieś w Polsce położona w województwie podlaskim, w powiecie augustowskim, w gminie Nowinka.
| SIMC    | Nazwa            | Rodzaj    |
| ------- | ---------------- | --------- |
| 0763028 | Olszanka-Folwark | część wsi |

W latach 1975–1998 miejscowość należała administracyjnie do województwa suwalskiego.
W Olszance urodził się Witold Urbanowicz - as myśliwski, generał brygady lotnictwa polskiego oraz dowódca sławnego Dywizjonu 303.
W miejscowości znajduje się Szkoła Podstawowa, która w 2006 roku przyjęła imię Witolda Urbanowicza.